# DDR-Meisterschaften im Eisschnelllaufen 1977
Die DDR-Meisterschaften im Eisschnelllaufen 1977 wurden sowohl im Sprint-Mehrkampf als auch im Großen-Mehrkampf im Karl-Marx-Städtischen Eisstadion im Küchwald ausgetragen. Auf den Einzelstrecken fanden in diesem Jahr keine Meisterschaften statt.

## Meister
| Distanz          | Männer           | Verein            | Frauen              | Verein             |
| ---------------- | ---------------- | ----------------- | ------------------- | ------------------ |
| Sprint-Mehrkampf | Uwe Sauerteig    | SC Turbine Erfurt | Andrea Mitscherlich | SC Einheit Dresden |
|                  |                  |                   |                     |                    |
| Großen-Mehrkampf | Klaus Wunderlich | TSC Berlin        | Andrea Mitscherlich | SC Einheit Dresden |

## Sprint-Mehrkampf-Meisterschaften
Datum: 5. – 6. Februar 1977

### Männer
| Pl. | Name             | Verein             | Punkte  |
| --- | ---------------- | ------------------ | ------- |
| 1   | Uwe Sauerteig    | SC Turbine Erfurt  | 161,800 |
| 2   | Roland Vetter    | SC Turbine Erfurt  | 162,000 |
| 3   | Berthold Schmidt | TSC Berlin         | 163,700 |
| 4   | Reichel          | SC Turbine Erfurt  | 163,850 |
| 5   | Andreas Dietel   | SC Dynamo Berlin   | 163,900 |
| 6   | Steffen Hofmann  | SC Einheit Dresden | 164,050 |

### Frauen
| Pl. | Name                 | Verein             | Punkte |
| --- | -------------------- | ------------------ | ------ |
| 1   | Andrea Mitscherlich  | SC Einheit Dresden |        |
| 2   | Ines Bautzmann       | SC Einheit Dresden |        |
| 3   | Christa Rothenburger | SC Einheit Dresden |        |

## Großen-Mehrkampf-Meisterschaften
Datum: 19. – 20. März 1977

### Männer
| Pl. | Name             | Verein            | Punkte  |
| --- | ---------------- | ----------------- | ------- |
| 1   | Klaus Wunderlich | TSC Berlin        | 173,098 |
| 2   | Andreas Ehrig    | TSC Berlin        | 175,090 |
| 3   | Andreas Dietel   | SC Dynamo Berlin  | 175,240 |
| 4   | Michael Hannig   | TSC Berlin        | 175,530 |
| 5   | Uwe Sauerteig    | SC Turbine Erfurt | 175,780 |
| 6   | Schmidt          | TSC Berlin        | 177,210 |

### Frauen
| Pl. | Name                | Verein             | Punkte  |
| --- | ------------------- | ------------------ | ------- |
| 1   | Andrea Mitscherlich | SC Einheit Dresden | 181,608 |
| 2   | Marion Dittmann     | SC Dynamo Berlin   | 182,907 |
| 3   | Ines Bautzmann      | SC Einheit Dresden | 183,649 |
| 4   | Antje Heck          | SC Karl-Marx-Stadt | 184,928 |
| 5   | Andrea Eichel       | SC Dynamo Berlin   | 187,621 |
| 6   | Beate Romstedt      | SC Turbine Erfurt  | 189,184 |

## Medaillenspiegel
| Platz | Verein | Verein             | Gold | Silber | Bronze | Total |
| ----- | ------ | ------------------ | ---- | ------ | ------ | ----- |
| 1     |        | SC Einheit Dresden | 2    | 1      | 2      | 5     |
| 2     |        | TSC Berlin         | 1    | 1      | 1      | 3     |
| 3     |        | SC Turbine Erfurt  | 1    | 1      | –      | 2     |
| 4     |        | SC Dynamo Berlin   | –    | 1      | 1      | 2     |
|       | Total  | Total              | 4    | 4      | 4      | 12    |